# Halima Xudoyberdiyeva
Halima Xudoyberdiyeva (usbekisch Ҳалима Худойбердиева; * 17. Mai 1947 in Boyovut, Usbekistan; † 17. August 2018) war eine usbekische Dichterin.
Sie studierte bis 1972 Journalismus an der Staatlichen Universität Taschkent W. I. Lenin, der heutigen Nationalen Universität Usbekistan, und von  1975 bis 1977 Weltliteratur am Maxim-Gorki-Literaturinstitut. Fast 20 Jahre lang war sie in verschiedenen Verlagen und Zeitschriften-Redaktionen tätig, z. B. als Chefredakteurin der Frauenzeitschrift Saodat (dt. „Glück“), zudem war sie Leiterin des Republikkomittees für Frauen und Mädchen. 1994 zog sie sich aus allen Ämtern zurück.
Xudoyberdiyeva schaffte in ihren Liebesgedichten selbstbewusste Frauenpersönlichkeiten. In den 1990er Jahren trat die Thematik des Nationalstolzes und der Einheit aller mittelasiatischen Turkvölker in den Vordergrund. Dabei beschrieb sie die Gestalten und Ereignisse aus der Geschichte der Turkvölker, die während des 20. Jahrhunderts in den Hintergrund gedrängt wurden.

## Werke
- Ilk muhabbat (1969)
- Oq olmalar (1973)
- Chaman (1974)
- Suyanch tog’larim (1976)
- Gordost (1976)
- Bobo quyosh (1977)
- Issiq qor (1979)
- Beliye yabloki (1980)
- Sadoqat (1983)
- Muqaddas ayol (1988)
- Yuragimning og‘riq nuqtalari (1991)
- Saylanma (Anthologie mit einem Vorwort von Abdulla Aripov, 2000)

## Quelle
- Sigrid Kleinmichel: Hudajberdieva, Halima. In: Autorinnen Lexikon. Hrsgg. v. Ute Hechtfischer, Renate Hof, Inge Stephan und Flora Veit-Wild. Suhrkamp, Frankfurt/M. 2002, ISBN 3518399187, S. 235f.

| Personendaten    | Personendaten                     |
| ---------------- | --------------------------------- |
| NAME             | Xudoyberdiyeva, Halima            |
| ALTERNATIVNAMEN  | Худойбердиева, Ҳалима (usbekisch) |
| KURZBESCHREIBUNG | usbekische Dichterin              |
| GEBURTSDATUM     | 17. Mai 1947                      |
| GEBURTSORT       | Boyovut, Usbekistan               |
| STERBEDATUM      | 17. August 2018                   |